# Grand'Rivière
Grand'Rivière é uma comuna francesa no departamento ultramarino da Martinica. Estende-se por uma área de 16.60 km², e possui 666 habitantes, segundo o censo de 2018, com uma densidade de 40 hab/km².